# Coristoma
Il coristoma è definito, in anatomia patologica, come tessuto maturo o cellule microscopicamente normali localizzate in una sede anatomica anomala. Generalmente il coristoma è costituito da piccole masse di tessuto normale, oppure da isolate cellule normali localizzate in sedi inappropriate. Tra le forme più comuni di coristoma vi sono la localizzazione di tessuto pancreatico nel contesto della parete gastrica e di tessuto surrenalico nel rene, nel polmone e nell'ovaio. Pur essendo classificato tra le anomalie di sviluppo, al pari dell'amartoma è spesso incluso tra i tumori per l'aspetto di piccole masse nel contesto di un organo.
Raramente il coristoma è la sede di origine di una vera neoplasia producendo, per esempio, un carcinoma surrenalico nel contesto di un ovaio.